# Pere Domènech i Roura
Pere Domènech i Roura (* 1881 in Barcelona; † 1962 in Lleida), Sohn des Architekten Lluís Domènech i Montaner, war ein katalanischer Architekt des Modernisme Català.
Er schloss sein Studium der Architektur an der Escola d’Arquitectura de Barcelona am 23. Februar 1907 ab und wirkte dort zwischen 1920 und 1950 als Professor. Neben der Zusammenarbeit mit seinem Vater, beispielsweise beim wegweisenden Krankenhausbau des Institut Pere Mata in Reus, schuf er erste eigene Werke, wie die Casa Carbonell (1905) und die Fabrik Jover i Cia (1910), beide in Canet de Mar.  Sein Name ist aber hauptsächlich mit zwei Werken in Barcelona verbunden, dem Hospital de la Santa Creu i Sant Pau, dessen Bauleitung er vom Tode seines Vaters 1923 bis zur Eröffnung 1930 innehatte und wo er die Pavillons Santa Victòria, Sant Manuel, l’Assumpció (Mariä Himmelfahrt) und Sant Frederic entwarf, und dem Estadi Olímpic Lluís Companys (1920–1929). Zu weiteren Gebäuden, welche für die Weltausstellung 1929 errichtet wurden, wie dem Palau Nacional de Montjuïc und der Casa de la Premsa, leistete er Beiträge.
Darüber hinaus war er auch weiterhin im Umland Barcelonas in verschiedenen Projekten tätig:
- Celler Cooperatiu de l’Espluga de Francolí (Genossenschaftskellerei Espluga de Francolí – 1913) gemeinsam mit Lluís Domènech i Montaner
- Cooperativa agrícola de Sarral (Landwirtschaftliche Genossenschaft von Sarral – 1913)
- Can Floris (1918) in Canet de Mar
- Casa Marco (1926) in Reus
- Plaça del Mercat municipal (Städtischer Marktplatz – 1933) in Canet de Mar